# Babosdöbréte, Zala
Babosdöbréte  este un sat în districtul Zalaegerszeg, județul Zala, Ungaria, având o populație de 468 de locuitori (2011). 

## Demografie
Componența etnică a satului Babosdöbréte
     Maghiari (99,1%)
     Necunoscut (0,9%)
     Alții (0,9%)
Componența confesională a satului Babosdöbréte
     Romano-catolici (71,37%)
     Fără religie (4,91%)
     Reformați (2,35%)
     Luterani (2,14%)
     Necunoscută (19,23%)
Conform recensământului din 2011, satul Babosdöbréte avea 468 de locuitori. Din punct de vedere etnic, majoritatea locuitorilor (99,1%) erau maghiari. Apartenența etnică nu este cunoscută în cazul a 0,9% din locuitori.  Din punct de vedere confesional, majoritatea locuitorilor (71,37%) erau romano-catolici, existând și minorități de persoane fără religie (4,91%), reformați (2,35%) și luterani (2,14%). Pentru 19,23% din locuitori nu este cunoscută apartenența confesională.